# Canton de Honfleur-Deauville
Le canton de Honfleur-Deauville est une circonscription électorale française du département du Calvados créée par le décret du 17 février 2014 et entrée en vigueur lors des élections départementales de 2015.

## Histoire
Un nouveau découpage territorial du Calvados entre en vigueur en mars 2015, défini par le décret du 17 février 2014, en application des lois du 17 mai 2013 (loi organique 2013-402 et loi 2013-403). Les conseillers départementaux sont, à compter de ces élections, élus au scrutin majoritaire binominal mixte. Les électeurs de chaque canton élisent au Conseil départemental, nouvelle appellation du Conseil général, deux membres de sexe différent, qui se présentent en binôme de candidats. Les conseillers départementaux sont élus pour 6 ans au scrutin binominal majoritaire à deux tours, l'accès au second tour nécessitant 12,5 % des inscrits au 1er tour. En outre la totalité des conseillers départementaux est renouvelée. Ce nouveau mode de scrutin nécessite un redécoupage des cantons dont le nombre est divisé par deux avec arrondi à l'unité impaire supérieure si ce nombre n'est pas entier impair, assorti de conditions de seuils minimaux. Dans le Calvados, le nombre de cantons passe ainsi de 49 à 25.

## Représentation
| Période élective | Période élective | Mandat        | Mandat        | Identité                                     | Nuance | Nuance | Qualité |
| ---------------- | ---------------- | ------------- | ------------- | -------------------------------------------- | ------ | ------ | --- |
| 2015             | 2021             | 2015          | 2021          | Michel Lamarre                               |        | DVD    | Maire de Honfleur (1995 → ) Conseiller général du canton d'Honfleur (1994 → 2015) Vice-président du conseil départemental du Calvados Président de la CC du Pays de Honfleur-Beuzeville (2017 → ) |
| 2015             | 2021             | 2015          | 2021          | Colette Nouvel-Rousselot                     |        | DVD    | Cheffe d'entreprise dans le secteur pharmaceutique Maire de Touques (2008 → 2024) |
| 2021             | 2028             | 2021          | en cours      | Michel Lamarre                               |        | DVD    | Conseiller sortant 8e vice-président du conseil départemental du Calvados |
| 2021             | 2028             | 2021          | novembre 2024 | Colette Nouvel-Rousselot (Morte en fonction) |        | DVD    | Conseillère sortante |
| 2021             | 2028             | novembre 2024 | en cours      | Catherine Perchey                            |        | DVD    | Enseignante retraitée Maire-adjointe de Deauville (2020 → ) |

### Résultats détaillés

#### Élections de mars 2015
À l'issue du premier tour des élections départementales de 2015, deux binômes sont en ballottage : Michel Lamarre et Colette Nouvel-Rousselot (DVD, 47,37 %) et Aurélie Danel et Michel Marescot (DVD, 31,58 %). Le taux de participation est de 47,58 % (11 146 votants sur 23 428 inscrits) contre 51,43 % au niveau départemental et 50,17 % au niveau national.
Au second tour, Michel Lamarre et Colette Nouvel-Rousselot (DVD) sont élus avec 60,05 % des suffrages exprimés et un taux de participation de 43,33 % (5 671 voix pour 10 151 votants et 23 428 inscrits).

#### Élections de juin 2021
Le premier tour des élections départementales de 2021 est marqué par un très faible taux de participation (33,26 % au niveau national). Dans le canton de Honfleur-Deauville, ce taux de participation est de 30,81 % (7 398 votants sur 24 011 inscrits) contre 34,31 % au niveau départemental. À l'issue de ce premier tour, deux binômes sont en ballottage : Michel Lamarre et Colette Nouvel-Rousselot (DVD, 62,93 %) et Djessy Lemyre et Sandrine Reboulet (RN, 18,92 %).
Le second tour des élections est marqué une nouvelle fois par une abstention massive équivalente au premier tour. Les taux de participation sont de 34,3 % au niveau national, 34,65 % dans le département et 30,84 % dans le canton de Honfleur-Deauville. Michel Lamarre et Colette Nouvel-Rousselot (DVD) sont élus avec 78,94 % des suffrages exprimés (5 460 voix pour 7 405 votants et 24 014 inscrits),,.

## Composition
Le canton de Honfleur-Deauville comprend dix-sept communes entières.
| Nom                              | Code Insee | Intercommunalité                  | Superficie (km2) | Population (dernière pop. légale) | Densité (hab./km2) | Modifier                                    |
| -------------------------------- | ---------- | --------------------------------- | ---------------- | --------------------------------- | ------------------ | ------------------------------------------- |
| Honfleur (bureau centralisateur) | 14333      | CC du Pays de Honfleur-Beuzeville | 13,67            | 6 751 (2022)                      | 494                | modifier les données · modifier les données |
| Ablon                            | 14001      | CC du Pays de Honfleur-Beuzeville | 12,00            | 1 177 (2022)                      | 98                 | modifier les données · modifier les données |
| Barneville-la-Bertran            | 14041      | CC du Pays de Honfleur-Beuzeville | 4,18             | 121 (2022)                        | 29                 | modifier les données · modifier les données |
| Cricquebœuf                      | 14202      | CC du Pays de Honfleur-Beuzeville | 1,85             | 266 (2022)                        | 144                | modifier les données · modifier les données |
| Deauville                        | 14220      | CC Cœur Côte Fleurie              | 3,57             | 3 563 (2022)                      | 998                | modifier les données · modifier les données |
| Équemauville                     | 14243      | CC du Pays de Honfleur-Beuzeville | 5,98             | 1 557 (2022)                      | 260                | modifier les données · modifier les données |
| Fourneville                      | 14286      | CC du Pays de Honfleur-Beuzeville | 6,86             | 478 (2022)                        | 70                 | modifier les données · modifier les données |
| Genneville                       | 14299      | CC du Pays de Honfleur-Beuzeville | 9,36             | 819 (2022)                        | 88                 | modifier les données · modifier les données |
| Gonneville-sur-Honfleur          | 14304      | CC du Pays de Honfleur-Beuzeville | 8,50             | 855 (2022)                        | 101                | modifier les données · modifier les données |
| Pennedepie                       | 14492      | CC du Pays de Honfleur-Beuzeville | 5,68             | 317 (2022)                        | 56                 | modifier les données · modifier les données |
| Quetteville                      | 14528      | CC du Pays de Honfleur-Beuzeville | 10,32            | 398 (2022)                        | 39                 | modifier les données · modifier les données |
| La Rivière-Saint-Sauveur         | 14536      | CC du Pays de Honfleur-Beuzeville | 5,39             | 2 535 (2022)                      | 470                | modifier les données · modifier les données |
| Saint-Gatien-des-Bois            | 14578      | CC Cœur Côte Fleurie              | 49,11            | 1 313 (2022)                      | 27                 | modifier les données · modifier les données |
| Le Theil-en-Auge                 | 14687      | CC du Pays de Honfleur-Beuzeville | 2,78             | 197 (2022)                        | 71                 | modifier les données · modifier les données |
| Touques                          | 14699      | CC Cœur Côte Fleurie              | 8,13             | 3 857 (2022)                      | 474                | modifier les données · modifier les données |
| Trouville-sur-Mer                | 14715      | CC Cœur Côte Fleurie              | 6,79             | 4 624 (2022)                      | 681                | modifier les données · modifier les données |
| Villerville                      | 14755      | CC Cœur Côte Fleurie              | 3,30             | 606 (2022)                        | 184                | modifier les données · modifier les données |
| Canton de Honfleur-Deauville     | 1415       |                                   | 157,47           | 29 434 (2022)                     | 187                | modifier les données                        |

## Démographie
En 2022, le canton comptait 29 434 habitants, en évolution de −2,99 % par rapport à 2016 (Calvados : +1,58 %, France hors Mayotte : +2,11 %).
| 2013   | 2018   | 2022   |
| ------ | ------ | ------ |
| 30 231 | 29 609 | 29 434 |